# Albert Kool

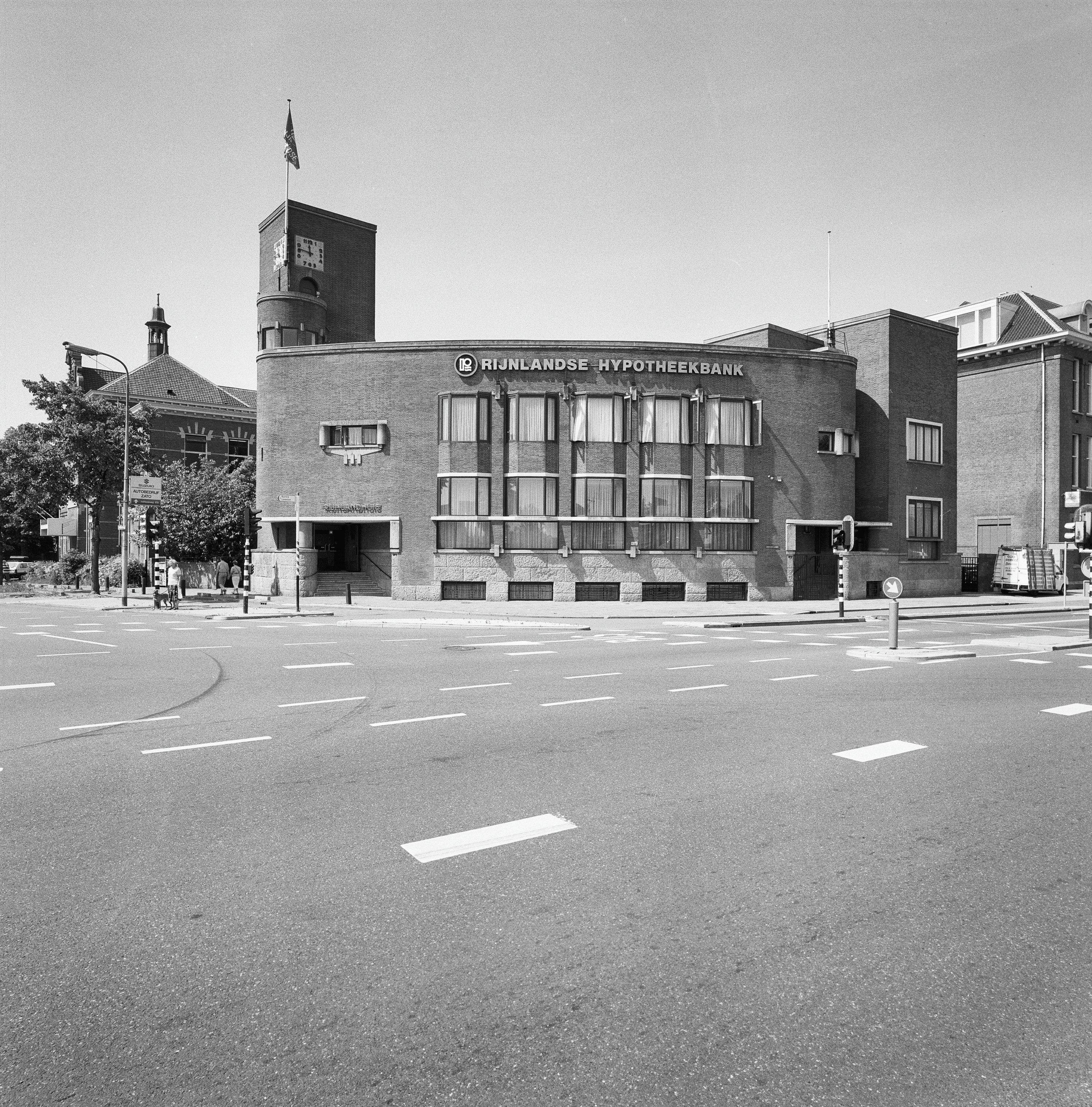
Rijnlandhuis (1928)- Jutfaseweg 1 in Utrecht

Albert Kool (Leeuwarden, 3 juli 1877 - Utrecht, 5 juli 1937) was een Nederlandse architect.
Hij ontwierp onder meer kerkgebouwen en woningen. Kool werkte veelvuldig samen met de architect Albert Hendrik van Rood. Diverse van Kools ontwerpen zijn een monument. Een deel van zijn oeuvre kenmerkt zich door een ontwerp in de stijl van de Amsterdamse School.

## Oeuvre (onvolledig)
- Noorderkerk te Ede (ca. 1903, gemeentelijk monument)
- Zonnehuis villa aan de Lindelaan 5 te Ede (1904, gemeentelijk monument)[1]
- Landhuis de Dorschkamp met boswachterswoning te Wageningen 1906, Villa gesloopt in 1967
- Zomerhuis Dennenhorst te Lunteren (ca. 1907, rijksmonument)
- Dubbele villa aan de Stationsweg te Meppel (ca. 1909, rijksmonument)
- Tuinwijk te Utrecht (ca. 1920, met Van Rood, 180 woningen en 4 winkels, deels gemeentelijk monument)
- Boomstraat te Utrecht (1920-1921), blok van 26 woningen
- Zuiderkerk te Utrecht (ca. 1924, gesloopt in 1986)
- Blok boven- en benedenwoningen aan de Admiraal van Gentstraat te Utrecht (ca. 1925, met Van Rood)
- Watertoren Hoogeveen te Hoogeveen (1927, provinciaal monument)
- Rijnlandhuis: Tandheelkundig Magazijn G.J. en D. Tholen aan de Jutfaseweg 1 te Utrecht (1928, gemeentelijk monument)
- Groen van Prinstererschool aan de Van Hoornekade 6 te Utrecht (ca. 1930, gemeentelijk monument)
- Blok woningen aan de Enschotsestraat, Molenbochtplein, Hyacintstraat en Lovensestraat te Tilburg (ca. 1920)
- Sionskerk te Tilburg (1923)[2]